# توروف
توروف (البيلاروسية:Тураў) هي مدينة في غومل أوبلاست في روسيا البيضاء (بيلاروس)، تقع على نهر برابيت وتبعُد عن مدينة غوميل مسافة 258 كلم.

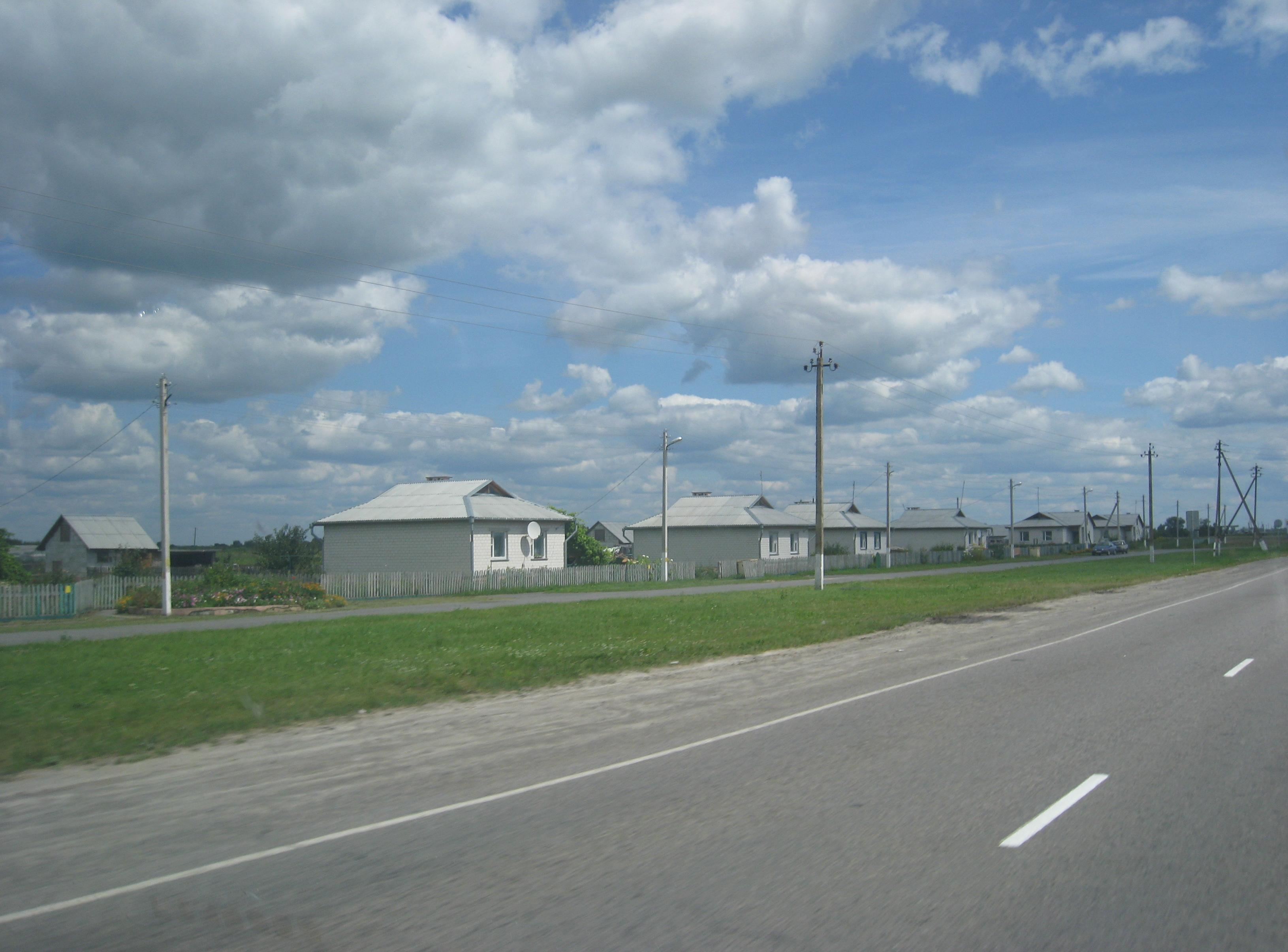
أحد شوارع توروف

يبلغ عدد سكانها 2772 نسمة بحسب تقييم عام 2021.

## أعلام
- ميستسلاف الأول.
- سفياتوبولك فلاديميروفيتش الأول (سفياتوبولك اللعين).